# Полска-Скакавица
Полска-Скакавица (болг. Полска Скакавица) — село в Болгарии. Находится в Кюстендилской области, входит в общину Кюстендил. Население составляет 46 человек.

## Политическая ситуация
Полска-Скакавица подчиняется непосредственно общине и не имеет своего кмета.
Кмет (мэр) общины Кюстендил — Петыр Георгиев Паунов (коалиция в составе 3 партий: Демократы за сильную Болгарию (ДСБ), Союз демократических сил (СДС), партия АТАКА) по результатам выборов в правление общины.